# María Rosa Urraca Pastor
María Rosa Urraca Pastor (Madrid, 1 de enero de 1900-Barcelona, 19 de marzo de 1984) fue una dirigente carlista española, famosa por sus artículos de prensa, por su brillante oratoria, por su labor social (a través de la organización femenina carlista conocida como Las Margaritas) y por su activismo en favor del tradicionalismo. Partícipe destacada del golpe militar contra la Segunda República Española, su carrera política posterior se vio eclipsada por la preponderancia de Falange Española y, especialmente, de su dirigente Pilar Primo de Rivera.

## Biografía
Nacida el 1 de enero de 1900 en Madrid, en una familia castrense, se trasladó con su familia a vivir a Burgos, y después a Bilbao. En 1923 se graduó en Magisterio en la capital vizcaína. Fue dirigente provincial de Acción Católica de la Mujer (ACM) y, desde su fundación en 1925, directora del Boletín de la ACM de Vizcaya. Destacó desde muy joven por su sensibilidad social: pronto comenzó a escribir en los periódicos vizcaínos y madrileños reclamando reformas que le valieron, según sus palabras, fama de socialista. Sus ideas políticas, sin embargo, eran plenamente tradicionalistas. Tras las elecciones de 1931 y la proclamación de la República se afilió a Las Margaritas, una sección tradicionalista femenina. Su presencia llegó a ser jaleada por las huestes carlistas, el requeté, como «¡Viva Miss Cavernícola!» (la caverna significaría valores de decencia y virtud).
Detenida en agosto de 1932 en relación con el intento de golpe de Estado del 10 de agosto conocido como la Sanjurjada, fue puesta en libertad el 2 de septiembre de 1932 en Córdoba. El conde de Rodezno la acompañó a Madrid. Fruto de la detención y de su feroz antirrepublicanismo, fue cesada como inspectora auxiliar de Trabajo de Vizcaya en 1932. En 1933 se presentó a las elecciones generales como candidata de la Comunión Tradicionalista por Guipúzcoa, pero no consiguió los votos suficientes para ser elegida diputada. 
El viernes 24 de abril de 1936, la propagandista acudió al Hospital Clínico de Madrid para recibir un tratamiento. Cacheada por una matrona, se le halló una pistola de pequeño calibre y se avisó a la comisaría de policía. Fue detenida y acompañada por el agente Eduardo Merediz Llanes, pero nunca llegó a comisaría. El domingo 26 de abril saltó la noticia de la evaporación de la conocida líder carlista. En realidad, con ayuda del policía y de otro veterano tradicionalista, el conde de Rodezno, que le facilitó un refugio en un hotel en el Parque Urbano Metropolitano de la capital, Pastor fue ocultada en la localidad burgalesa de Arcos de la Llana durante dos meses en la casa de un médico rural.
Tras el golpe de Estado de 1936 se unió desde el primer momento a los golpistas. Fue miembro del primer Consejo Nacional del Movimiento. A principios de marzo de 1937 estuvo en Málaga, donde cumplimentó al gobernador civil acompañada de una comisión de Margaritas.
Su experiencia durante la Guerra Civil Española como enfermera y organizadora de hospitales de campaña en el frente está contada por ella misma en su libro Así empezamos. (Memorias de una enfermera). Se ocupó de los huérfanos de guerra y sostuvo que no merecían el mismo trato los hijos de los republicanos que los de los del bando franquista. En mayo de 1939 recibió la Cruz Roja del Mérito Militar.
Acabada la guerra, se estableció en Barcelona. Unos años más tarde, Pastor se anunciaba en la prensa como docente y profesora de expresión oral y dicción. Falleció en la Ciudad Condal el 19 de marzo de 1984.

## Urraca Pastor como personaje de ficción

### Literatura
Aparece en la novela Mazurca para dos muertos (1983) de Camilo José Cela, caricaturizada como una enfermera bigotuda que asiste al joven artillero herido Camilo.
También es uno de los personajes de Inquietud en el Paraíso (2005) de Óscar Esquivias, novela ambientada en la ciudad de Burgos en los momentos iniciales del golpe de Estado de julio de 1936.

### Cómic
El personaje de historieta Doña Urraca podría tratarse de una deformación caricaturesca de Urraca Pastor, ya que su dibujante (Miguel Bernet Toledano, quien firmaba como Jorge) luchó durante la Guerra Civil en el bando republicano.